# Пенн (футбольний клуб)
ФК «Пенн» (англ. Penn Football Club) — американський футбольний клуб з Гаррісбурга, Пенсільванія, заснований у 2003 році як «Гаррісбург Сіті Айлендерз». Виступав в USL. Домашні матчі приймав на стадіоні «FNB Філд», місткістю 6 187 глядачів.
15 листопада 2017 року перейменований на ФК «Пенн».
Виступав у Східній конференції USL. Розформований у 2019 році.

## Досягнення
- USL
  - Чемпіон: 2007
  - Фіналіст: 2011, 2014.